# Adelaida de Savoia
Adelaida de Savoia (~1092 - Montmartre, París, 18 de novembre de 1154) fou infanta de Savoia i reina consort de França (1115 - 1137).

## Família
Filla del comte Humbert II de Savoia i la seva muller Gisela de Borgonya. Fou neta d'Amadeu II de Savoia i Joana de Ginebra, per línia paterna, i de Guillem I de Borgonya, per línia materna. Així mateix, fou germana del comte Amadeu III de Savoia i neboda, per línia materna, del papa Calixt II.
Es casà amb Lluís VI de França el 4 de maig de 1115 a la catedral de Notre-Dame de París. D'aquesta unió nasqueren:
- el príncep Felip de França (1116 - 1131), mort d'un accident de cavall
- el príncep Lluís el Jove (1120 - 1180), rei de França
- el príncep Enric de França (1121 - 1175), bisbe de Beauvais i duc arquebisbe de Reims
- el príncep Hug de França (~ 1123- mort jove)
- el príncep Robert I de Dreux (1123 - 1188), comte de Dreux
- la princesa Constança de França (1124 - 1180), casada el 1140 amb Eustaqui IV de Bolonya i el 1154 amb Raimon V de Tolosa
- el príncep Felip de França (1125 - 1161), bisbe de París
- el príncep Pere de Courtenay (1126 - 1183), casat el 1152 amb Elisabet de Courtenay

A la mort del rei el 1137 es va tornar a casar el 1141 amb el conestable Mateu I de Montmorency. D'aquest matrimoni nasqué una filla.
El 1153 aconseguí el permís del seu marit per retirar-se a l'abadia de Montmartre, que ella havia fundat amb el seu primer espòs. Va morir allà el 1154 als seixanta anys.